# فیلیمو
فیلیمو یک سامانهٔ نمایش درخواستی (VOD) ایرانی است که در بهمن ۱۳۹۳ آغاز به کار کرد. این سامانه یکی از محصولات شرکت صباایده است.
فیلیمو در سال ۱۳۹۸ دارای بیش از ۴۰۰ هزار مشترک ماهانه با سهم بازار بیش از ۵۰ درصدی در میان رقبا بود. در ماه ۴۵۰ میلیون دقیقه محتوای ویدیویی توسط کاربران فیلیمو مشاهده می‌شود. نهنگ آبی (۱۳۹۷) اولین سریالی بود که با سرمایه‌گذاری فیلیمو ساخته شد و در ۲۹ بهمن ۱۳۹۷ منتشر شد.

## تاریخچه
سرویس فیلیمو در بهمن ۱۳۹۳ با نام آپارات فیلیمو آغاز به کار کرد ولی پس از مدت کوتاهی به فیلیمو تغییر نام داد. اولین نسخه از اپلیکیشن فیلیمو در خرداد ۱۳۹۴ برای کاربران اندروید منتشر شد. فیلیمو در اسفند ۱۳۹۴ به رکورد یک میلیون نمایش ویدیو رسید.
در ۲۵ مهر ۱۳۹۵، وبگاه عصرایران خبر از شکایت سازمان صدا و سیما از آپارات و فیلیمو داد و در کمتر از ۲۴ ساعت کلیه اپلیکیشن‌های مربوط به این دو سرویس از کافه بازار حذف شد. صدا و سیما در بیانیه‌ای دلیل این شکایت را عدم داشتن مجوز جهت فعالیت در عرصهٔ صوت و تصویر فراگیر در فضای مجازی عنوان کرد.
محمدجواد شکوری مقدم، مدیرعامل صباایده، در مصاحبه‌ای با دیجیاتو خبر داد که این شرکت از وزارت فرهنگ و ارشاد اسلامی مجوز سامانه نمایش درخواستی دارد. محمود واعظی، وزیر وقت ارتباطات و فناوری اطلاعات، نیز نسبت به این موضوع واکنش نشان داد و از صدا و سیما خواست سعهٔ صدر بیشتری داشته باشد.
سرانجام شکایت سازمان صدا و سیما از فیلیمو در نهایت منجر به حل و فصل اختلافات میان دو طرف و قرار منع تعقیب برای فیلیمو صادر شد.
بر اساس گزارش فیلیمو، این سرویس در سال ۱۳۹۶ با رشد ۴۴۵ درصدی نسبت به سال گذشته در زمان تماشای محتوای ویدیویی آنلاین به رکورد یک میلیارد و ۱۴۵ میلیون دقیقه‌ای در سال دست پیدا کرد؛ همچنین فیلیمو در سال ۱۳۹۶ رشد ۵۸۱ درصدی را در تعداد کاربران تجربه نمود.
در اسفند ۱۳۹۶، فیلیمو از نسخهٔ اختصاصی اندروید تی‌وی خود رونمایی کرد. در مرداد ۱۳۹۷، سرویس پشتیبانی تلفنی فیلیمو ۲۴ ساعته شد.
در مرداد ۱۳۹۹ سخت‌افزاری با نام فیلیمو باکس معرفی شد که به کاربران اجازه می‌دهد تا محتوای فیلیمو را در تلویزیون‌های خود با کیفیت 4K مشاهده کنند.

## خدمات
فیلیمو در حال حاضر خدمات زیر را به کاربران خود ارائه می‌دهد:
- پخش فیلم‌های سینمایی ایرانی[۱۹] و خارجی[۲۰]
- پخش سریال‌های ایرانی و خارجی[۲۱]
- پخش انیمیشن‌ها[۲۲] و مستندها[۲۳]
- پخش برنامه‌های ورزشی
- پخش برنامه‌های کودکان و نوجوانان

فیلیمو همچنین امکان تماشای محتوای ویدیویی به صورت آنلاین و دانلود با کیفیت های مختلف را برای کاربران خود فراهم کرده است.

## محصولات

#### فیلیمو باکس
هلدینگ صبا ایده در ۱۳ مرداد ۱۳۹۹ از اولین سخت‌افزار خود تحت عنوان «فیلیمو باکس» رونمایی کرد. فیلیموباکس در ۳ مدل با تحت عناوین FB-102 ،FB-101 و FS-101 به بازار عرضه شده است. که مدل FB-101 هم‌اکنون تولید نمی‌شود. مدل FB-102 دارای ۲ گیگابایت رم DDR4 و مدل FS-101 دارای ۱ گیگابایت حافظه رم از نوع DDR4 می‌باشد. به گفته فیلیمو، تنها کانال رسمی و مورد تأیید فروش این اندرویدباکس وبسایت دیجی‌کالا است.

## مجوزها
فیلیمو دارای مجوز از وزارت فرهنگ و ارشاد اسلامی است:
- مجوز سامانه نمایش درخواستی از وزارت فرهنگ و ارشاد اسلامی[۲۴]

## محتواها

### سریال‌های اختصاصی فیلیمو
برخی از سریال‌هایی که به صورت اختصاصی توسط فیلیمو پخش، توزیع یا تولید شده‌اند عبارتند از:
- رهایم کن
- تاسیان
- ارتش سری
- جیران
- سقوط
- جزیره
- میدان سرخ
- احضار
- نیسان آبی
- نیسان آبی ۲
- ساخت ایران ۳
- شب‌های مافیا
- جوکر
- جوکر ۲: طبقه بیست و یک
- دیرین دیرین
- مردم معمولی
- می‌خواهم زنده بمانم
- خوب، بد، جلف: رادیواکتیو
- گلشیفته
- ملکه گدایان
- عاشقانه
- بی‌گناه
- یاغی
- قبله عالم
- ممیزی
- نیمه‌شب با امیرحسین قیاسی
- منتالیست
- زیرزمین
- تی‌ان‌تی
- نیوکمپ
- حیثیت گمشده
- زخم کاری
- زخم کاری: بازگشت
- زخم کاری: انتقام
- صداتو
- پیکولو جزیره جادویی
- بازنده
- اسکار
- عیدیHD

#### سریال‌های مشترک بانماوا
- آکتور
- جادوگر
- هم‌گناه
- دراکولا
- هیولا
- سال‌های دور از خانه
- آقازاده
- روزی روزگاری مریخ
- دل
- مانکن
- مگه تموم عمر چندتا بهاره
- مهمونی

#### سریال‌های مشترک بافیلم‌نت
- دیو و ماه پیشونی

## تماشای رایگان
فیلیمو در مناسبت‌های خاصی بعضی از محتواهایش که در مواقع عادی به خرید اشتراک نیاز داشتند را به صورت رایگان ارائه می‌دهد؛ مثلاً در نوروز ۱۴۰۱ و رمضان همان سال چنین طرحی اجرا شد. در دی ماه ۱۴۰۱ فیلیمو برای کاربران اینترنت ایرانسل رایگان شد و اکنون برای کاربران رایتل نیز رایگان است.

## رقبا
رقیب‌های اصلی فیلیمو در بازار ایران عبارتند از:
- نماوا[۲۷]
- فیلم‌نت[۲۸]
- تماشاخونه
- لنز
- گپ فیلم
- فیلیمیوم
- شیدا
- سینمافلیکس

## بازار
بازار سامانه‌های نمایش درخواستی در ایران در سال ۱۳۹۸ به ارزش بیش از ۱۰۰ میلیارد تومان تخمین زده شده است. فیلیمو با سهم بازار بیش از ۵۰ درصدی، پیشتاز این بازار است.

## مجادلات

#### افزایش هزینهٔ اشتراک
بالا رفتن هزینه اشتراک این پلتفرم در دوره‌های مختلف مورد اعتراض کاربران قرار گرفته است.